# George Murphy
George Lloyd Murphy (New Haven, 4 luglio 1902 – Palm Beach, 3 maggio 1992) è stato un attore, ballerino e uomo politico statunitense.

## Biografia
Figlio di genitori cattolici di origine irlandese, Michael Charles "Mike" Murphy e Nora Long, George Murphy nacque a New Haven (Connecticut) e in gioventù frequentò l'Università di Yale (dove il padre era stato allenatore per una decina di anni), svolgendo allo stesso tempo i mestieri più diversi, come il ballerino di nightclub, il minatore, l'agente immobiliare, l'operaio alla Ford. L'abilità nella danza, pur con una limitata esperienza di scena, gli consentì di affermarsi a Broadway già dalla fine degli anni venti.
Nella prima metà degli anni trenta, Murphy si trasferì a Hollywood e diventò il protagonista di una serie di film musicali in cui cantò e danzò con sorridente ironia e leggerezza. Tra le sue migliori interpretazioni, sono da ricordare quelle nei film London by Night (1937), Follie di Broadway 1938 (1937) e L'idolo di Broadway (1938), quest'ultimo accanto a Shirley Temple.
Nel 1940 formò con Fred Astaire un duo di ballerini rivali, impegnati a contendersi l'amore di Eleanor Powell nel film Balla con me, mentre l'anno successivo apparve nella commedia Tom, Dick e Harry (1941), diretta dal commediografo Garson Kanin e interpretata accanto a Ginger Rogers. Nel 1942 recitò a fianco di Judy Garland nel musical For Me and My Gal di Busby Berkeley, in cui fece il suo debutto Gene Kelly. Murphy abbandonò gradualmente il musical per avvicinarsi a ruoli di maggior spessore, ma ebbe poche occasioni di dimostrare il proprio talento drammatico, a parte i film bellici Bataan (1943) a fianco di Robert Taylor, Bastogne (1949), per la regia di William A. Wellman, e nel noir Mercanti di uomini (1949) di Anthony Mann.
Presidente del sindacato Screen Actors Guild dal 1944 al 1946 nonché membro della Motion Picture Alliance for the Preservation of American Ideals, di ispirazione anticomunista, Murphy iniziò a interessarsi di politica, attività a cui si dedicò a tempo pieno dopo il suo definitivo ritiro dagli schermi nel 1952. Esponente del Partito Repubblicano, il 1º gennaio 1965 fu eletto al Senato per lo Stato della California e rimase in carica fino al 3 gennaio 1971. Subito dopo essere entrato nel Senato, diede inizio alla tradizione della Candy Desk (scrivania delle caramelle), riempiendo una scrivania del senato di dolciumi da offrire ai suoi colleghi. Durante il suo mandato politico, fu colpito da un cancro all'esofago e subì l'asportazione della laringe, riportando una grave compromissione alla funzionalità delle corde vocali.
Sconfitto alle elezioni al Senato del 1971 dal democratico John V. Tunney, Murphy si ritirò a Palm Beach, dove morì nel 1992, all'età di 89 anni, per leucemia.

## Filmografia

### Cinema
- Il tesoro dei faraoni (Kid Millions), regia di Roy Del Ruth (1934)
- Jealousy, regia di Roy William Neill (1934)
- I'll Love You Always, regia di Leo Bulgakov (1935)
- Dopo il ballo (After the Dance), regia di Leo Bulgakov (1935)
- The Public Menace, regia di Erle C. Kenton (1935)
- Avventura messicana (Woman Trap), regia di Harold Young (1936)
- Violets in Spring, regia di Kurt Neumann (1936)
- L'inferno del jazz (Top of the Town), regia di Ralph Murphy (1937)
- London by Night, regia di William Thiele (1937)
- Follie di Broadway 1938 (Broadway Melody of 1938), regia di Roy Del Ruth (1937)
- The Women Men Marry, regia di Errol Taggart (1937)
- Parata notturna (You're a Sweetheart), regia di David Butler (1937)
- L'idolo di Broadway (Little Miss Broadway), regia di Irving Cummings (1938)
- L'ultima recita (Letter of Introduction), regia di John M. Stahl (1938)
- Hold That Co-ed, regia di George Marshall (1938)
- Il grido interrotto (Risky Business), regia di Arthur Lubin (1939)
- Balla con me (Broadway Melody of 1940), regia di Norman Taurog (1940)
- Two Girls on Broadway, regia di S. Sylvan Simon (1940)
- Public Deb No. 1, regia di Gregory Ratoff (1940)
- Little Nellie Kelly, regia di Norman Taurog (1940)
- Marinai allegri (A Girl, a Guy and a Gob), regia di Richard Wallace (1941)
- Tom, Dick e Harry (Tom, Dick and Harry), regia di Garson Kanin (1941)
- Ringside Maisie, regia di Edwin L. Marin (1941)
- Rise and Shine, regia di Allan Dwan (1941)
- The Mayor of 44th Street, regia di Alfred E. Green (1942)
- For Me and My Gal, regia di Busby Berkeley (1942)
- La marina è vittoriosa (The Navy Comes Through), regia di A. Edward Sutherland (1942)
- Ciao bellezza! (The Powers Girl), regia di Norman Z. McLeod (1943)
- Bataan, regia di Tay Garnett (1943)
- This is the Army, regia di Michael Curtiz (1943)
- Ritmi di Broadway (Broadway Rhythm), regia di Roy Del Ruth (1944)
- Varietà (Show Business), regia di Edwin L. Marin (1944)
- Hotel Mocambo (Step Lively), regia di Tim Whelan (1944)
- Having Wonderful Crime, regia di A. Edward Sutherland (1945)
- Up Goes Maisie, regia di Harry Beaumont (1946)
- Non tormentarmi più (The Arnelo Affair), regia di Arch Oboler (1947)
- Cinzia (Cynthia), regia di Robert Z. Leonard (1947)
- Tenth Avenue Angel, regia di Roy Rowland (1948)
- La legge del cuore (Big City), regia di Norman Taurog (1948)
- Mercanti di uomini (Border Incident), regia di Anthony Mann (1949)
- Bastogne (Battleground), regia di William A. Wellman (1949)
- No Questions Asked, regia di Harold F. Kress (1951)
- It's a Big Country, regia di Clarence Brown e Don Hartman (1951)
- Talk About a Stranger, regia di David Bradley (1952)
- Il delitto del secolo (Walk East on Beacon!), regia di Alfred L. Werker (1952)

### Televisione
- L'uomo ombra (The Thin Man) – serie TV, episodio 1x16 (1958)
- Westinghouse Desilu Playhouse – serie TV, episodio 2x10 (1959)
- New Comedy Showcase – serie TV, 1 episodio (1960)

## Doppiatori italiani
Nelle versioni in italiano dei suoi film, George Murphy è stato doppiato da:
- Gualtiero De Angelis in Cinzia, Mercanti di uomini, Bastogne
- Giuseppe Rinaldi in Bataan
- Paolo Stoppa in Hotel Mocambo